# Ајас Мехмед-паша
Ајас Мехмед-паша (1483 — 1539) био је османски државник и велики везир. Рођен је 1483. у Албанији. Његов отац је био из града Скадара, на северу Албаније, а мајка му је из Валоне, на југу Албаније. Он је постао велики везир 1536, после смрти Ибрахим-паше Паргалије и задржао ту позицију све до своје смрти 1539.